# Coffea mogenetii
Coffea mogenetii är en måreväxtart som beskrevs av Marcel Marie Maurice Dubard. Coffea mogenetii ingår i släktet Coffea och familjen måreväxter. Inga underarter finns listade i Catalogue of Life.